# Heinrich Broßmann
Gottlieb Heinrich Broßmann (* 14. Juli 1794 in Schleiz; † 28. Januar 1856 ebenda) war ein deutscher Kaufmann und Politiker.

## Leben
Broßmann war der Sohn des Kauf- und Handelsherren und Kommerzienrats Johann Heinrich Broßmann aus Schleiz und dessen Ehefrau Wilhelmine Christiane geborene Meyer aus Schleiz. Er war evangelisch-lutherischer Konfession und heiratete am 17. Oktober 1819 in Löhma Wilhelmine Meyer (* 16. Juni 1791 in Schleiz; † 23. Januar 1863 ebenda), die Tochter des Kaufmanns Johann Heinrich Meyer in Schleiz. Aus der Ehe ging der gemeinsame Sohn Wilhelm Heinrich Broßmann hervor.
Broßmann war Kauf- und Handelsherr und Bürger in Schleiz. Im Februar 1848 wurde er zum Ersten Kommandanten der Bürgerwehr gewählt. Am 28. März 1848 wurde er Mitglied einer achtköpfigen Kommission zur Beratung der neuen Stadtordnung von Schleiz.
Vom 5. März bis 21. Dezember 1849 und vom 10. bis zum 26. November 1851 war er Abgeordneter im Landtag Reuß jüngerer Linie.